# Ryjownik duży
Ryjownik duży (Paracrocidura maxima) – gatunek owadożernego ssaka z rodziny ryjówkowatych (Soricidae). Występuje w Afryce Środkowej w Burundi, Demokratycznej Republice Konga, Rwandzie. W 2003 roku odnotowany w Ugandzie. Zamieszkuje górskie lasy tropikalne pomiędzy wysokościami 850 a 2 680 m n.p.m. Ekologia słabo poznana. W Czerwonej księdze gatunków zagrożonych Międzynarodowej Unii Ochrony Przyrody i Jej Zasobów został zaliczony do kategorii NT (podwyższonego ryzyka). Głównym zagrożeniem dla tego gatunku jest utrata siedlisk wskutek przekształcania terenów leśnych na potrzeby rolnicze.